# Riding
Un riding è una giurisdizione amministrativa o distretto elettorale utilizzato in alcuni paesi del Commonwealth delle nazioni.

## Etimologia
Il termine riding deriva dall'inglese antico *þriðing o *þriding (registrato solo in contesti latini o forme, e.g., trehing, treding, trithing, con iniziale latina t che rappresenta l'antica lettera thorn). 

## Paesi nordici
In origine i ridings sono istituzioni scandinave. In Islanda indica la terza parte di una thing, che corrisponde all'incirca a una contea inglese, era chiamata þrithjungr. Comunque nella madrepatria Norvegia il þrithjungr sembra avere connotazione ecclesiastica.

## Inghilterra
Lindsey, una delle parti (suddivisioni) del Lincolnshire, aveva dei riding, in questo caso il North, West, e South riding.
Il termine farthing è analogo per i quarti di un paese. Il Gloucestershire era suddiviso in farthing.

## Irlanda
La contea Tipperary nella Repubblica d'Irlanda fu divisa nel 1838 in due (non tre) riding, North Tipperary e South Tipperary, oggi le due suddivisioni rimangono come aree amministrative, col termine riding abolito nel 2002.

## Australia
Il termine è utilizzato in Australia come divisione delle contee, analogamente alle ward municipali.